# Boulevard Jean-Philippot
Le boulevard Jean-Philippot est une voie publique de Nantes.

## Situation et accès
Situé sur l'île Gloriette, dans le quartier Centre-ville de Nantes, il relie la rue Gaston-Veil à la place Alexis-Ricordeau.

## Origine du nom
Cette artère rend hommage à Jean Philippot, ancien maire de 1945 à 1947.

## Historique
L'aménagement du boulevard est récente puisqu'il a été créé dans les années 1990 dans le cadre de l'aménagement sud de l'Île Feydeau qui consistait à écarter la circulation aux abords immédiats de celle-ci en la reportant d'une dizaine de mètres. Ainsi, le tracé de l'artère reprend plus ou moins celui de l'ancien « quai de l'Hôpital » qui disparut dans les années 1920-1930 lors des travaux de comblements des bras nord de la Loire et notamment du « bras de l'Hôpital ».
Le côté sur de l'artère longe la partie est du tracé du tunnel ferroviaire inauguré en 1955, qui accueille la ligne à destination de Saint-Nazaire depuis la gare de Nantes. À cet endroit, le tronçon est sous forme d'une galerie couverte.
Il prend sa dénomination actuelle par délibération du conseil municipal des 23 et 24 septembre 1999, 
Le 8 février 2013, l'espace situé à l'angle du cours Olivier-de-Clisson a été baptisé Esplanade des Victimes-des-bombardements-des-16-et-23-septembre-1943 en mémoires aux victimes du bombardements des 16 et 23 septembre 1943.